# Spermacoce neohispida
Spermacoce neohispida är en måreväxtart som beskrevs av Rafaël Herman Anna Govaerts. Spermacoce neohispida ingår i släktet Spermacoce och familjen måreväxter. Inga underarter finns listade i Catalogue of Life.